# Actinosoma pentacanthum
Actinosoma pentacanthum är en spindelart som först beskrevs av Charles Athanase Walckenaer 1842.  Actinosoma pentacanthum ingår i släktet Actinosoma och familjen hjulspindlar. Inga underarter finns listade i Catalogue of Life.